# 共产主义革新
共产主义革新（希臘語：Κομμουνιστική Ανανέωση，羅馬化：Kommounistiki Ananeosi，缩写为KA）是希腊的一个共产主义组织。该组织成立于2000年，分裂自革新共产主义生态左翼。该组织的意识形态是共产主义。该组织的政治立场是左翼。该组织出版杂志《烙印》。该组织现在参加人民团结。该组织曾和希腊共产党结盟。